# Rafael Masella
Rafael Masella (* 1. Oktober 1922 in Montreal; † 8. April 2006 ebenda) war ein kanadischer Klarinettist, Musikpädagoge und Komponist.

## Leben und Wirken
Masella erhielt seine erste musikalische Ausbildung bei seinem Großvater Raffaele und seinem Vater Frank Masella. Von 1935 bis 1939 studierte er Klarinette an der McGill University bei Joseph Moretti, von 1939 bis 1941 an der Juilliard School bei Jan Williams und Arthur Christman. Danach kehrte er an die McGill University zurück und studierte dort Musiktheorie bei Claude Champagne sowie Harmonielehre und Komposition bei Henri Miro und Frank Hanson. Am Pariser Konservatorium vervollkommnete er 1946–48 seine Ausbildung bei Auguste Périer und François Étienne.
In seiner Studienzeit war Masella 1937 Mitglied der Canadian Grenadier Guards Band. Von 1943 bis 1950 war er Erster Klarinettist der Band der Royal Canadian Air Force. 1947 gewann er beim Concours de Genève einen Zweiten Preis und war damit der erste kanadische Preisträger überhaupt bei diesem Wettbewerb. Im gleichen Jahr spielte er beim Festival der kanadischen Musik in Paris  Émilien Allards Divertissement für Klarinette und Orchester.
Mit Colombe Pelletier und Gilles Lefebvre gründete er in Paris das Trio canadien, das 1948 in Frankreich, Belgien, Luxemburg und Kanada auftrat. Zwischen 1950 und 1960 trat er mit seinen Brüdern Pietro und Rodolfo Masella als Masalla Wind Trio auf. Von 1944 bis 1946 und von 1948 bis 1970 war er zudem Erster Klarinettist des Montreal Symphony Orchestra. Als Gast trat er u. a. mit dem Little Symphonies Orchestra der CBC (in Marius Flothius’ Doppelkonzert mit dem Saxophonisten Arthur Romano, 1963) und dem McGill Chamber Orchestra (mit Andrew Twas Serenade, 1964) auf, und er gab Konzerte mit seiner Frau, der Harfenistin Dorothy Weldon.
Von 1955 bis 1965 unterrichtete Masella am McGill Conservatory, von 1958 bis 1988 am Conservatoire de musique du Québec und ab 1989 an der McGill University. Zu seinen Schülern zählten Gilles Carpentier, Jean Laurendeau und Victor Sawa. Seine Fantaisie für Klavier wurde 1940 von Fleurette Beauchamp-Huppé uraufgeführt. Zu seinen Kompositionen zählen außerdem ein Ave Maria für Sopran und Klavier (1941), ein Menuet für Klavier, The Nanyon Parade (1941), ein Walzer für Klavier und Militärkapelle (1942) und eine Sonate für Violine und Klavier (1949 von Norman Herschorn und Gilbert Hill uraufgeführt). Neben den oben genannten Pietro und Rodolfo wurden auch seine Brüder Joseph, Alfred, Paul, Mario und Giulio Masella als Musiker bekannt.

## Quelle
- The Canadian Encyclopedia - Rafael Masella